# Marc Huster
Marc Huster (17 de julho de 1970, em Altdöbern) é um ex-halterofilista da Alemanha.
Marc Huster foi campeão mundial em 1994 e campeão europeu em 1997, 1998 e 1999. Ele ficou em sétimo lugar nos Jogos Olímpicos de 1992, em Barcelona, ganhou uma medalha de prata nos Jogos de 1996, em Atlanta, na categoria até 83 kg, e outra prata nos Jogos Olímpicos de 2000, em Sydney, na classe até 85 kg.
Marc Huster definiu três recordes mundiais após a reestruturação das classes de peso que a Federação Internacional de Halterofilismo fez em 1993 — dois no arremesso e um no total combinado, na categoria até 83 kg. Seus recordes foram:
| Data | Disciplina | Marca    | Classe de peso | Lugar     |
| ---- | ---------- | -------- | -------------- | --------- |
| 1993 | Arremesso  | 210 kg   | –83 kg         | Melbourne |
| 1994 | Total      | 382,5 kg | –83 kg         | Istambul  |
| 1996 | Arremesso  | 213,5 kg | –83 kg         | Atlanta   |

Desde 1997, Huster comenta eventos de levantamento de peso para a Eurosport. Em 2002, ele começou a trabalhar para a emissora alemã Mitteldeutscher Rundfunk.